# Senecio sulcicalyx
Senecio sulcicalyx là một loài thực vật có hoa trong họ Cúc. Loài này được Baker mô tả khoa học đầu tiên.